# Ressonància elèctrica
La ressonància elèctrica  és un fenomen que es produeix en un circuit en el que existeixen elements reactius (bobines i condensadors) quan és recorregut per un corrent altern d'una freqüència tal que fa que la reactància s'anul·li, en cas d'estar tots dos en sèrie o es faça infinita si estan en paral·lel.

## Circuit L i C en sèrie
Així en un circuit en sèrie, compost únicament per bobines i condensadors la seva impedància serà
{\displaystyle Z={j}\cdot {L\omega }-j{\frac {1}{\omega C}}={j}\cdot \left({L\omega }-{\frac {1}{\omega C}}\right)=j\cdot X_{s}}
sent X  s  la reactància del conjunt, tindrà per valor:
{\displaystyle X_{s}={L\omega }-{\frac {1}{\omega C}}}
ha d'existir un valor ?  tal que faci nul el valor de Xs, aquest valor serà la pulsació de ressonància del circuit a la qual anomenarem ?  0 .
Si  X  s   és nul, llavors
{\displaystyle {L\omega _{0}}={\frac {1}{\omega _{0}C}};{\omega _{0}}^{2}={\frac {1}{L\cdot C}};{\omega _{0}}={\sqrt {\frac {1}{L\cdot C}}}}
Si tenim en compte que
{\displaystyle \omega _{0}={2\cdot \pi \cdot f_{0}}}
La freqüència de ressonància  f  0   serà
{\displaystyle f_{0}={\frac {1}{2\cdot \pi \cdot {\sqrt {L\cdot C}}}}}

## Circuit L i C en paral·lel
En un circuit compost únicament per bobina i condensador en paral·lel la impedància del conjunt (Z  p ) serà la combinada en paral·lel de Z  L  i Z  C 
Sent X  p  la reactància del conjunt, seu valor serà:
{\displaystyle X_{p}={\frac {L\omega }{1-\omega ^{2}LC}}}
Estudiant el comportament del conjunt per a diferents valors de? tenim:
? = 0 X  p  = 0
? <?  0  X  p > 0 =⇒ Comportament inductiu
?  0  ² L C = 1 X  p  = 8
? >?  0  X  p  <0 =⇒ Comportament capacitiu
? = 8 X  p  = 0

{\displaystyle \omega _{0}={\frac {1}{\sqrt {LC}}}}
Després  f  0   serà:
{\displaystyle f_{0}={\frac {1}{2\cdot \pi \cdot {\sqrt {L\cdot C}}}}}
Sent  f  0   l'anomenada  freqüència de antirresonancia  a la qual la impedància es fa infinita.
On L és la inductància de la bobina expressada en Henri i C és la capacitat del condensador expressada en Farad